# Jan Kolář (ur. 1981)
Jan Kolář (ur. 21 marca 1981 w Boskovicach) – czeski hokeista, reprezentant Czech.

## Kariera zawodnicza
- HC Pardubice U20 (1999-2001)
- HC Pardubice (1999-2012)
  -  Berounští Medvědi (2001)
  -  HC Dukla Jihlava U20 (2001)
  -  HC Hradec Králové (2002, 2004, 2007)
- Nieftiechimik Niżniekamsk (2012-2013)
- HC Pardubice (2013, 2015)
  -  Slavia Praga (2013, 2014, 2015)
  -  HC Sumperk (2015)
  -  HC Dukla Jihlava (2016)
- EK Zell am See (2016-2017)
- HC Trutnov (2017)
- EK Zell am See (2017/2018)

Wychowanek HC Boskovice. Wieloletni zawodnik HC Pardubice. Od maja 2012 zawodnik Nieftiechimika Niżniekamsk. Wraz z nim do klubu dołączył jego rodak Petr Koukal. Z powodu kontuzji opuścił większość meczów sezonu KHL (2012/2013), rozegrał 6 spotkań, po którym nie przedłużono z nim umowy. Od połowy 2013 ponownie w klubie z Pardubic. W październiku 2013 został wypożyczony do Slavii Praga. Od listopada 2013 ponownie zawodnik Nieftiechimika. Po rozegraniu 7 spotkań w grudniu 2013 został zwolniony. Następnie powrócił do Pardubic. Z tego klubu był wypożyczany do innych. Od lipca 2016 do kwietnia 2017 zawodnik austriackiego EK Zell am See w rozgrywkach Alps Hockey League. Od sierpnia 2017 był zawodnikiem HC Trutnov, a w listopadzie 2017 ponownie przeszedł do EK Zell am See.

## Kariera szkoleniowa
- HC Dynamo Pardubice (2019/2020), skaut
- HC Dynamo Pardubice (2020-), trener wideo

## Sukcesy
Klubowe
- Złoty medal mistrzostw Czech do lat 20: 2001, 2002 z HC Pardubice U20
- Złoty medal mistrzostwo Czech: 2005, 2010, 2012 z HC Pardubice
- Srebrny medal mistrzostw Czech: 2003, 2007 z HC Pardubice
- Brązowy medal mistrzostw Czech: 2011 z HC Pardubice

Indywidualne
- Ekstraliga czeska w hokeju na lodzie (2011/2012):
  - Pierwsze miejsce w klasyfikacji +/-: +23